# Paul está muerto

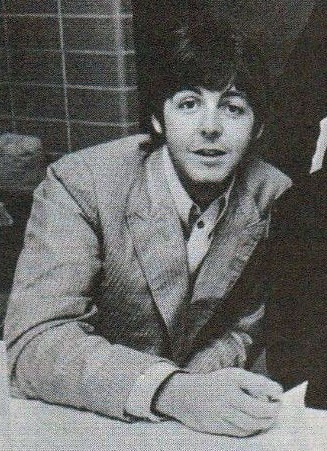
McCartney en 1966. La leyenda urbana dice que Paul murió en noviembre de ese mismo año y fue reemplazado por un doble.

Paul is dead («Paul está muerto»), abreviado en el mundo anglohablante con las siglas PID, es una creencia conspirativa que asegura que Paul McCartney (n. 1942; cantante, bajista y compositor de la banda británica de rock The Beatles) supuestamente habría muerto en un accidente automovilístico el 9 de noviembre de 1966, y que habría sido reemplazado por un bajista canadiense llamado William Campbell,
quien habría ganado un concurso de imitación del grupo británico. Oficialmente, Paul McCartney se encuentra vivo hasta la fecha, teniendo 82 años. 
El objetivo de no comunicar la muerte de McCartney habría venido desde las «altas esferas» políticas británicas, y la explicación estaría en el miedo por los posibles suicidios masivos de fanáticas y el impacto cultural trágico que causaría el deceso del beatle.[cita requerida]
Los argumentos de la muerte de McCartney se basan en supuestos indicios hallados entre muchas de las grabaciones de The Beatles a partir del año 1967, algunas de las cuales han sido interpretadas como si hubiesen sido deliberadamente colocadas por ellos mismos o por otros, de tal manera que fuesen un tipo de acertijo o rompecabezas para ser resuelto por el público. Esto se ha visto reforzado con afirmaciones de personas que alegan que, al escuchar ciertas canciones en sentido contrario, se encuentran mensajes ocultos. Por esta razón, muchas personas han analizado los diseños gráficos de las portadas originales de sus discos a partir de 1967, los cuales esconderían ciertos "mensajes" que darían pie a intuir que aquel bulo habría sido verídico.
En 2010, la leyenda volvió a reavivarse tras la publicación de estudios fisiognómicos realizados por unos supuestos forenses italianos llamados Gabriella Carlesi y Francesco Gavazzeni, publicados para la revista Wired, en los cuales se concluía que las imágenes de los rostros de McCartney en los años 1966 y 1967 corresponderían a dos personas distintas.

## Origen del rumor
Los rumores acerca de la muerte de McCartney comenzaron el 12 de octubre de 1969, cuando un hombre llamó a Russell Gibb, disc jockey local de la emisora WKNR-FM en Dearborn (estado de Míchigan, en Estados Unidos), se identificó como Tom, estudiante de la Universidad del Este de Míchigan, y anunció que Paul McCartney habría muerto.
Como prueba de sus afirmaciones, el tal "Tom" sugirió a Russ Gibb que reprodujese la canción «Revolution 9» en sentido inverso. Al hacerlo, el locutor afirmó que había escuchado la frase «Turn me on, dead man».
Dos días después, el 14 de octubre de 1969, el periódico Michigan Daily publicó el artículo «McCartney está muerto: nuevas pruebas salen a la luz», escrito por John Gray y Fred LaBour, estudiantes de la Universidad de Míchigan.
Se trataba de una interpretación de lo que se veía en la portada del álbum Abbey Road.
Entonces el disc jockey Russ Gibb, junto a otras personas, empezaron a producir Complot Beatle, un programa radiofónico de una hora dedicado al rumor. El programa se transmitió en la WKNR-FM desde finales de 1969 y fue retransmitido durante años en la radio de Detroit. 
Hacia agosto de 1968, Terry Knight, un DJ y cantante de Detroit, entonces bajo contrato con Capitol Records, estuvo presente en la sesión de grabación del Álbum blanco el día en que el baterista Ringo Starr abandonó el estudio. En mayo de 1969, Knight publicó una canción titulada «Saint Paul», en la que hablaba de una supuesta inminente separación del grupo. A fines de junio de 1969, el tema alcanzó el puesto 114 en la lista estadounidense de éxitos Bubbling Under Hot 100.
En el otoño de 1969, Russ Gibb la difundió por radio como un tributo al «fallecido» Paul McCartney.
En una transmisión de radio del 21 de octubre de 1969, Ruby Yonge ―disc jockey nocturno de la radio emisora de éxitos WABC (ubicada en Nueva York)― afirmó que el miércoles 9 de noviembre de 1966, y durante las sesiones previas al álbum Sgt. Pepper's Lonely Hearts Club Band, Paul McCartney habría salido molesto e irritado de los Abbey Road Studios tras una discusión con John Lennon y se marchó en su automóvil, en el que habría sucedido el supuesto percance (en el cual saldría decapitado y calcinado tras la explosión del automóvil).
Horas más tarde, los otros tres Beatles abandonaron el estudio exhaustos y alterados tras la discusión con Paul. Al salir, los detuvo una furgoneta negra conducida por un agente de la MI5, quien presentándose simplemente como «Maxwell», le comunicó a los miembros de la banda que McCartney había sufrido un accidente y que tendrían que acompañarlo a la escena del trágico suceso para verificar si el hombre fallecido realmente se trataba de este último. 
Al llegar al lugar, Maxwell les ordenó que confirmaran si el muerto era su compañero. Después amenazó de muerte a los músicos y a sus familias si hacían pública la muerte de McCartney.[cita requerida]
Estas afirmaciones bastaron para que Yonge fuese despedido inmediatamente.[cita requerida]
Muy pronto, los medios estadounidenses e internacionales retomaron la historia y surgió una nueva beatlemanía, pero esta vez en torno a esta «creencia conspirativa».

## Desmentido de los rumores
El primer desmentido lo publicó la agencia de noticias United Press el 22 de octubre de 1969, y el mes siguiente la revista estadounidense LIFE publicó una entrevista con el músico en la que este desmentía las pruebas habidas hasta esa fecha y lamentaba que las personas que estaban propagando el rumor deberían mirarse a sí mismas en lugar de preocuparse por si él estuviera vivo o muerto.
A esto se suma que en la segunda semana de noviembre de 1966 ninguno de los Beatles ―salvo John Lennon― se encontraba en Londres.
Además de que las sesiones del disco Sgt. Pepper Lonely Hearts Club Band comenzarían a partir del 20 de noviembre de ese año, tan sólo 11 días después del supuesto accidente automovilístico de Paul McCartney.
En Strawberry Fields Forever, se rumorea que en la parte de batería de Ringo Starr, se escucha frases dichas por John Lennon. Entre esas, se escucha decir I buried Paul, en referencia a este misterio. Sin embargo, se confirmaba que Lennon no decía esa frase, sino la frase Cranberry sauce (traducida como salsa de arándanos). La manera más fácil de escuchar esas frases, es el Take 7 y Edit Piece de la canción, publicada en 1996 en Anthology 2.